# 後壠仔茄苳公
24°08′55″N 120°40′17″E / 24.148648°N 120.671435°E
後壠仔茄苳公（台灣話：Āu-lâng-á Ka-tang-kong/Āu-lêng-á Ka-tang-kong），是位於臺灣臺中市西區後龍里的茄苳樹，被當地人視為神樹。2013年因建商預定在旁建造大樓而引起護樹運動。

## 生態
此樹所在地古名「茄苳腳（台灣話：Ka-tang-kha）」，為以茄苳樹為名，即現在的後龍里，在台灣大道、均安街與梅川附近的茄苳公園內。位置離台中車站往西步行約三十分鐘，附近有茄苳腳公車站牌。
林栭顯在《台中市珍貴老樹的歷史源流與掌故傳說》紀錄台灣日治時期此樹原生長在水溝邊，後來水溝被填平，老樹基幹以下3公尺被埋於地下。該樹的碑文也記載老樹原生於深溝的岸坡，後因填溝造陸把老樹樹幹下部埋沒。1978年，台中市府曾邀請中興大學教授鑑定，認為樹齡已接近千年。時任台中市長的林柏榕曾在1991年主持千年大壽。但1990年代初森林及植物專家就表示此估計有欠合理。
在樹頭約15公尺處有從根處長出第二、第三代茄苳樹。在2013年新聞時，此樹高度約21公尺、樹徑3.3公尺、樹圍約為11公尺、樹冠幅約為1500平方公尺。

## 保育
在二戰時，日軍原本想伐此樹枝葉，作為飛機避難機坪，但地方人士哀求反對。於是日軍就請來臺北帝國大學教授檢定為數百年的古樹，且早是地方有廟宇供奉，遂函請日本政府保護。
戰後時期，台中市急遽繁榮後，位在市區往高速公路交流道及通往台中港必經之地的後龍里，土地價格飛漲，該地居民紛紛把農田賣予建築公司，商店旅館日益增多，高樓林立。在1982年報導時，已有市民想慫恿附近的均安宮砍掉此樹，販賣土地以改建大廈。
1993年，台中市政府都發局在未依規定通知農業局，就將老樹鄰近的土地核發建照給興富發建設，造成老樹生命的隱憂。2013年，興富發在此地推出基地面積594坪、規劃310戶、每戶25到39坪，總銷新台幣二十七億的「新文華」案，推出未久就銷售一空，引發保護老樹者反彈。如均安宮總幹事郭耿文陳情，一旦在旁蓋高樓，老樹可能因日照不足、地下水層被破壞，受熱對流效應而枯死；台中市西區區長饒世文認為，除挖斷地下水路、損及樹王根部，大樓會讓老樹平均每天減少三小時日照；原鄉文化協會總幹事江慶洲擔心發現地底很多廢棄土和柏油，水源無法深入根部。
台中市府於該年3月18日在市政會議討論此案。都發局長何肇喜坦承核發建照時確實有疏失；台中市副市長黃國榮說明，當年保護老樹意識不高，所以沒有制定相關懲處。市政府考慮以市價約二億五千萬元，向建商買約五坪土地建公園，亦或用價值約新台幣三億五千萬元的豐原建地作交換。法制局長林月棗指出若建商不接受市府條件，可依《行政程序法》中「維護公益」廢止建照。
一位在北屯區開設心臟血管疾病診所的醫生徐坤賜，從當地里長郭耀泉得知建商的舉動，遂在該年5月23日與妻女成立名為「台中市千年茄苳神木守護聯盟」的組織，後續台中市議員蔡成圭也加入幫忙。
該年6月9日，環保生態團體舉行保護老樹遶境活動。廟方出動神轎帶領信眾遶境一個小時後，高喊「胡市長！我們救過胡夫人，也請你救神木！」等口號，然後在茄苳樹周圍繫上黃絲帶。廟方還對老樹擲筊，在獲得三次聖筊後停用金爐，紙委由環保局代燒，解決金爐熱源與廢氣對老樹影響，為全台灣首見廟方為一棵樹封爐。
茄苳神木守護聯盟找來陳玉峰進行茄苳老樹的學術調查，並進依《文化資產保存法》第37 條向市政府申請「疑似遺址」的暫時古蹟保護，又請來年逾八旬的地方耆老，證明該工地確為老樹賴以生存的水圳之地，物證、人證俱全為老樹請命。對遭遇抗議，興富發建案原先規劃三十多層，接獲里民反映後改成二十八層；也表明回應願配合市府改善措施，增設反光鏡增加老樹的日照及監測水源。
徐坤賜並透過病人們輾轉介紹，找到當時擔任台中建築公會理事長、龍寶建設董事長的張麗莉說服該建商董事長。此案創下民間企業取得容積調派可移轉建築容積的先例。同年9月10日，建商宣告停止此案開發護老樹，並向310戶購屋客戶解約退款，這為繼美河市案因市府捷運局不交地、造成1,600多戶承購戶延後辦理交屋事件之後，另一椿地方政府介入建商與承購戶契約關係的案例。同意捐出五百多坪建地的興富發，透過容積調派換得七期重劃區河南路近向上路的八百多坪土地，增加銷售坪數2662坪，外加47個停車位，被預估可獲利近新台幣四億。
該月，台中市政府更過樹保條例。19日，此樹舉地點舉辦千人「手護」茄苳樹活動，除胡志強、林佳龍皆參加，茄苳王公的契子們也到場參拜，如78歲的劉傑清和58歲的黃宏國等人。
在香港的中華樹藝師學會會長歐永森指導下，此樹得到修剪。林佳龍當選市長後，將該樹所在處及建商捐出的建地，變更為公園用地，並將附近水泥涼亭及柏油巷道拆除，鋪設透水的草皮與碎石。該涼亭因常被街友佔據，之前地方就建議拆除。他也將老樹旁邊會擋住日照的婦幼活動中心於2017年2月開始拆除，以拯救生病的主幹、讓環境不再潮濕。婦幼活動中心是1990年代末啟用，斥資三千餘萬元興建，但未能妥善規畫利用，被民眾抨擊淪為游民聚集處。在拆除活動中心後，樹王生長良好，還吸引日本人前來觀摩。
2018年3月11日，茄苳樹王文化生態園區舉行開工祈福儀式，生態園區面積0.6公頃，清除棲地下的營建廢棄物、改善透水鋪面與增加歷史廊道、解說牌、湧泉水景、草坪及戶外雕塑品等，工程總經費1688萬元；同年9月7日啟用。

## 廟宇
退伍軍人卜昭祺回憶，1949年隨中華民國國軍駐紮老樹附近，此樹下的廟還高不及胸，有「養根壯葉」的橫額。至1961年《臺灣民聲日報》的照片則是已建立高於人身的拜亭，並寫地方人士規畫在農曆八月十五舉行六百年祝壽與建碑。1998年卜昭祺再來看後已成廟貌巍然、頗具規模、名為「茄苳王公廟」的廟宇。廟由附近的均安宮負責管理，信眾將樹公形象化成綠面紅鬚的茄苳王公神像。
在廟側還有一座牌樓，有一對聯寫著：「茄王玉樹欣榮千年翠、苳公顯威感應護後龍」。對聯與匾額有「茄根擁神廟神庥寶島、苳樹顯靈威靈佑黎民」、「茄蔭鍾靈廟貌千秋壯、苳花獻瑞神庥四境安」、「茄樹神興香火盛傳千古載、苳根靈顯恩波長庇萬家春」、「靈樹蔭民」、「靈威顯赫」等。
張溫鷹母親是此廟信徒，經常來此祭拜。2009年7月5日下午5時許，近九旬的她親連同一名佛具店男性員工將廟內茄苳王公、土地公等三尊神像帶走佛具店清理。該晚6時許，信眾發現神像不見，立即告知均安宮總幹事江森城。警方與西區5名里長、信徒四處搜尋，在監視器發現抱走神像的人之一居然是前台中市長張溫鷹之母，立即聯絡張溫鷹。該晚7時，神像送回。已淡出政壇、從事牙醫的張溫鷹出面向信眾道歉，說母親是夢到茄冬王公想淨身粉面，遂私自擲筊抱走神像，絕無惡意。之後，廟方未追究。

## 傳說
當地居民賴海隆敘述一段祖父輩流下的傳說，說一次茄苳樹在一夜之間綠葉落盡，不久庄頭就發生農作歉收、盜匪出沒，使村人便將茄苳落葉視為不祥之兆。賴海隆還說某年樹西側的枝幹掉光樹葉，西邊鄰厝就有一人被卡車輾死。因此當此樹大幅落葉時，居民會搓紅湯圓來消災避邪，當地有話為：「茄苳落葉，需拜紅圓。」
卜昭祺從居民口中得知，昔年曾有人爬上樹後想要下來時，卻發覺老樹忽然長高了許多，須別人協助才下得來。

## 祈福
自漳州移民而來的該地先民，除在乾隆五十四年（1789年）建奉祀三府王爺的均安宮，此樹也成了庄民重要的奉祀神祇。衛爾康餐廳大火時，當晚就有民眾在斜對面的此樹合十禱告。
信眾將會以擲茭的方式，求取茄苳木葉子來混著藥服用。同樣有把孩童敬託給老樹作契子的習俗，每年正月十五、二月初二、七月初七、八月十五、或九月初九，或是樹神生日時，民眾會在此樹舉行就需要名為「換絭」（更換紅絲線及香火袋）的儀式，以祈求孩子健康。林佳龍也是此樹的契子。
在中秋節慶祝樹公生日時，埔里、名間、里港、斗六、古坑等地祭拜茄苳樹神的寺廟，也會派人前來祝壽。如埔里興南宮、大里涼傘樹王公廟、里港茄苳宮、斗六萬年宮。